# Vika and Linda
Vika and Linda sono un duo musicale australiano, formatosi a Melbourne nel 1983 e composto dalle sorelle Linda e Vika Bull.

## Storia
A fine anni 80 le due sorelle hanno raggiunto notorietà come coriste del gruppo The Black Sorrows, ma anche per gli Hunters & Collectors, Ross Wilson, Archie Roach, John Farnham e Deborah Conway. Nel febbraio 1994 hanno pubblicato il loro album di debutto eponimo, arrivato alla 7ª posizione in Australia e alla 16ª in Nuova Zelanda e certificato disco di platino in madrepatria. Grazie al disco hanno ricevuto una candidatura agli ARIA Music Awards 1995. A quest'ultima premiazione, hanno ricevuto la loro seconda candidatura nel 2000 con il terzo album Two Wings.
Nella prima metà degli anni 2000 si sono prese una pausa dalla carriera musicale per dedicarsi alla famiglia. Dal 2006 hanno ripreso a produrre album, e nel 2019 sono state introdotte nella Music Victoria Hall of Fame. Nel giugno 2020 hanno ottenuto il loro primo album numero uno in Australia grazie alla compilation 'Akilotoa.

## Discografia

### Album in studio
- 1994 – Vika and Linda
- 1996 – Princess Tabu
- 1999 – Two Wings
- 2002 – Love Is Mighty Close
- 2006 – Between Two Shores
- 2020 – Sunday (The Gospel According to Iso)

### Album dal vivo
- 2000 – Live & Acoustic
- 2004 – Tell the Angels
- 2010 – Vika & Linda: Live 2010
- 2011 – Vika & Linda: Live 2011

### Raccolte
- 1996 – At the Mouth of the River
- 2020 – 'Akilotoa

### Colonne sonore
- 1993 – Seven Deadly Sins (con Paul Kelly, Renée Geyer e Deborah Conway)

### Singoli
- 1993 – He Can't Decide (con Paul Kelly, Renée Geyer e Deborah Conway)
- 1994 – When Will You Fall for Me
- 1994 – Hard Love
- 1995 – We've Started a Fire/I Know Where to Go to Feel Good
- 1996 – Love Comes Easy
- 1996 – The Parting Song
- 1997 – Grandpa's Song
- 1999 – Caution
- 2015 – I Am Woman (con Judith Lucy)
- 2020 – There Ain't No Grave (Gonna Hold My Body Down)
- 2020 – Strange Things Happening Every Day
- 2020 – It Don't Cost Very Much
- 2020 – Jesus on the Mainline
- 2020 – Memphis Flu